# Шталь-Нахбаур, Эрнст
Эрнст Шталь-Нахбаур (нем. Ernst Stahl-Nachbaur; 6 марта 1886, Мюнхен — 13 мая 1960, Берлин) — немецкий актёр.

## Биография
Шталь-Нахбаур — сын прокурора д-ра Гуггенхаймера. Ему была уготована военная карьера. Он должен был стать офицером баварского гвардейского пехотного полка. Вопреки воле отца, который отказался общаться с сыном на десять лет, он отправился в Дрезден учиться актёрскому искусству у Адольфа Виндса, а затем играл на сценах Ханау, Штральзунда, Нойштрелица, Любека и Страсбурга. В 1913—1914 годах служил в Мюнхенском камерном театре. Вернувшись с фронта, в 1916—1918 годах работал в Вене и Берлине, где получил признание в качестве театрального актёра и театрального режиссёра.

## Съёмки в кино
Кинокарьера Эрнста Шталь-Нахбаура началась в 1917 году в сотрудничестве с Фридрихом Цельником. После нескольких удачных ролей в немом кино ему удалось без особых проблем найти себя в звуковом кинематографе. На протяжении сорока лет Шталь-Нахбаур сыграл более чем в 80 фильмах. Он также работал на радио. При национал-социалистах снимался мало, в последние годы жизни активно работал на телевидении и был занят на озвучивании фильмов.
Эрнст Шталь-Нахбаур был женат на актрисе Кароле Тёлле.

## Фильмография
- 1917: Das Geschlecht der Schelme
- 1919: Pogrom
- 1920: Die Welt ohne Hunger
- 1920: Der siebente Tag
- 1921: Die Amazone
- 1930: Der Schuss im Tonfilmatelier
- 1930: Ein Burschenlied aus Heidelberg
- 1931: Дантон — Danton
- 1931: М — M
- 1931: Der Kongreß tanzt
- 1931: Der Draufgänger
- 1932: Der träumende Mund
- 1937/38: Das Ehesanatorium
- 1940: Das Herz der Königin
- 1942: Der große Schatten
- 1942—1944: Жертвенный путь — Opfergang
- 1946: Убийцы среди нас — Die Mörder sind unter uns
- 1953: Ave Maria
- 1954: Канарис — Canaris
- 1955: Der 20. Juli
- 1956: Штреземан — Stresemann
- 1958: Der Schinderhannes